# مدفون (بریکینگ بد)
«مدفون» (به انگلیسی: Buried) دهمین قسمت از فصل پنجم سریال درام تلویزیونی برکینگ بد و ۵۶ امین قسمت کلی این مجموعه است. به نویسندگی توماس اشنوز و کارگردانی میشل مک لارن در ۱۸ اوت ۲۰۱۳ از ای ام سی در ایالات متحده و کانادا پخش شد.

## داستان
در اواخر شب، یک پیرمرد، با جمع‌آوری پولی که جسی دور انداخته بود، کشف کرد که او در زمین بازی پارک شده و غایب در حال چرخش در یک دوربرگردان است. در همین حال، والت پس از رویارویی با هنک، با عصبانیت سعی می‌کند اسکایلر را صدا کند، اما چون هنک قبلاً به او رسیده نمی‌تواند از پس آن برآید. والت با سرعت به سمت کارواش می‌رود، اما اسکایلر قبلاً برای ملاقات با هنک در یک مکان صرف غذا رفته‌است. هنک، با اعتقاد به قربانی شدن اسکایلر، ناخواسته فهمید که سرطان والت دوباره بازگشته است و بدون موفقیت تلاش می‌کند تا از او برای تشکیل پرونده ای علیه او کمک بگیرد. اسکایلر با احساس اینکه هنک اهداف خاص خود را برای کنترل پرونده دارد و والت را به سرعت به دادگاه می‌کشاند، وحشت می‌کند و آنجا را ترک می‌کند.
والت با عصبانیت از رفتن اسکایلر قبل از او به هنک به دفتر ساول می‌رود. وقتی سال سؤال کرد که آیا والت فکر کرده‌است که هنک کشته شده باشد، والت با سخت‌گیری او را گوشزد می‌کند و یادآوری می‌کند که هنک خانواده است. عجله برای پنهان کردن پول او انباشته شده‌است، والت است کوبی و هئول آن را تحویل به او را در درام کانتینر. وی سپس با اتومبیل خود را به منطقه رزرواسیون هند توهاجیلی می‌رسد و تمام روز را در خاکسپاری آن سپری می‌کند. در همین حال، ماری از جنایت والت مطلع شده و از اسکایلر بازدید می‌کند. ماری پس از اطلاع از اینکه اسکایلر قبل از تیراندازی به هنک از فعالیت‌های والت اطلاع داشته‌است، علی‌رغم تلاش اسکایلر اشک آور برای عذرخواهی، به او سیلی می‌زند. ماری در یک تقابل داغ سعی می‌کند با دختر اسکایلر هالی برود. هنک وارد خانه می‌شود و به ماری می‌گوید که هالی را پس دهد. در اتومبیل، ماری به هنک می‌گوید که «باید» والت را بدست آورد.
والت مختصات جی پی اس طبلهای دفن شده را با بلیط قرعه کشی کدگذاری می‌کند، که پس از بازگشت دیر به خانه، آن را روی در یخچال قرار می‌دهد. والت که از پا درآمده است، بدون پاسخ دادن به سؤال اسکایلر، فرو می‌ریزد. وقتی بیدار می‌شود، والت پیشنهاد می‌کند خودش را تسلیم کند به شرطی که پول برای فرزندان آنها نگهداری شود. در عوض، اسکایلر به والت می‌گوید که آنها باید به سادگی ساکت بمانند زیرا هنک هیچ مدرک واقعی ندارد. در جای دیگر، لیدیا در آزمایشگاه صحرای خود با دکلان که اکنون مسئول پخت‌وپز و تهیه مواد غذایی است روبرو می‌شود. او نسبت به ضعف استانداردها و شرایط کاری انتقاد دارد، اما دکلان پیشنهاد وی برای استخدام تاد، محافظ سابق والت را رد می‌کند. به دستور لیدیا، تاد و عمویش جک می‌رسند و قبل از به دست گرفتن عملیات، دکلان و افرادش را در یک تیراندازی یک طرفه قتل‌عام می‌کنند.
اعتقاد بر این است که اگر او سو ظن بی‌دلیل خود را در مورد اینکه هایزنبرگ واقعاً برادر همسرش است، شغل خود را با اداره مبارزه با مواد مخدر به پایان برساند، هنک برای دستگیری والت به مدارکی نیاز دارد. ماری اصرار دارد که تمام DEA را در این مورد قرار دهد، اما از اینکه چگونه ممکن است پاسخ دهند، ابراز نگرانی می‌کند که هنک فوراً افشاگری خود را با آنها در میان نگذاشت. هنک به محل کار خود بازمی‌گردد، جایی که مأمور استیون گومز فاش می‌کند که جسی در حال حاضر بازداشت و تحت بازجویی است. هنک که متوجه ارتباط جسی با والت شد، قبل از ورود به اتاق بازجویی تنها با جسی وقت می‌خواهد.

## تولید
صحنه دفن والت در سرزمین ناواهو است، همان نقطه ای که والت و جسی اولین گروه خود در RV انجام دادند. مختصات GPS که روی دستگاه والت و بلیط قرعه کشی نمایش داده می‌شود در واقع مختصات محل استودیوی آلبوکرکی است که در آن فیلم برکینگ بد فیلمبرداری می‌شود.

### تقدیم
این قسمت به توماس اشنوز پدر، پدر نویسنده این قسمت تقدیم شد.

## موسیقی
آهنگی که بیش از حفر والت پخش شده‌است، ریمیکس Chancha Vía Circuito از "Quimey Neuquén" آرژانتینی خوزه لارالد است.

## بازتاب‌ها

### تماشا
این قسمت در پخش اصلی ۴٫۷۷ میلیون نفر بیننده داشت، که در مقایسه با ۵٫۹۲ میلیون بیننده پخش اصلی قسمت قبل کمتر بود.

### بررسی‌ها
این قسمت با انتقادات بسیار مثبت منتقدان روبرو شد. تیوی لاین برای بازی در این اپیزود افتخاری به آنا گان در ویژگی «مجری هفته» داده‌است.

### جوایز
توماس اشنوز برای این قسمت کاندیدای جایزه انجمن نویسندگان آمریکا برای تلویزیون: درام اپیزودی شد.